# Adeonellopsis coscinophora
Adeonellopsis coscinophora is een mosdiertjessoort uit de familie van de Adeonidae. De wetenschappelijke naam van de soort is, als Eschara coscinophora, voor het eerst geldig gepubliceerd in 1848 door Reuss.